# Chapecó
Chapecó est une ville brésilienne de l'ouest de l'État de Santa Catarina.

## Généralités
Principale ville de l'ouest de Santa Catarina, Chapecó fut fondée le 25 août 1917 par des colons italiens. Son nom vient du tupi-guarani xapeco qui signifie « le lieu d'où l'on voit le chemin des champs ». Située sur un nœud routier, facilement accessibles depuis les pays du Mercosul - l'Argentine est à 160 km -, Chapecó est un point stratégique du commerce transfrontalier dans le sud du Brésil. Elle se situe à la frontière du Rio Grande do Sul, dont elle est séparée par le rio Uruguai.

## Géographie
Chapecó se situe par une latitude de 27° 05' 45" sud et par une longitude de 52° 37' 04" ouest, à une altitude de 670 mètres. Sa population était de 183 561 habitants au recensement de 2010. La municipalité s'étend sur 624 km2.
La ville se situe à 630 km à l'ouest de la capitale de l'État, Florianópolis. Elle fait partie de la microrégion de Chapecó, dans la région Ouest de Santa Catarina.
La région de Chapecó fait partie des plateaux du sud du Brésil. Le sol est principalement formé de terre rouge, avec localement présence de basalte et d'argile.
La ville est baignée par le fleuve Uruguai et l'un de ses affluents, la rivière Irani. Un petit cours d'eau, le lajeado São José sert à l'approvisionnement en eau de la cité.
Dans la région, le climat est très humide (environ 2 610 mm de précipitations annuelles), avec une température moyenne annuelle de 19,6 °C. Neige et gelées peuvent se produire aux mois de juillet et août, plus rarement en septembre.
La forêt nationale de Chapecó s'étend en partie sur le territoire de la municipalité.
La population de la municipalité est urbaine à 93 %.

## Histoire

### Contexte originel
Située aux confins des empires coloniaux espagnol et portugais, la région ouest de l'État actuel de Santa Catarina a fait l'objet de nombreux litiges nationaux et internationaux. Ces conflits furent apaisés entre la fin du XIXe siècle et le début du XXe siècle, au niveau externe par le règlement de la question de Palmas entre l'Argentine et le Brésil, concernant les frontières des deux pays, et par la fin de la guerre du Contestado, concernant la question des frontières entre les États de Santa Catarina et du Paraná. Ces conflits rendaient difficile l'application d'une véritable stratégie de peuplement de la région. Longtemps, cette zone est restée le domaine des bandeirantes venus de la région de São Paulo depuis le XVIIe siècle.

### Début de la colonisation
La première occupation de la région résulte de la volonté d'exploiter les ressources naturelles de la zone, principalement ses vastes forêts d'araucarias. Le rôle des entreprises privées de colonisation dans ce processus est primordial. Le bois est alors transporté via les cours d'eau jusqu'en Argentine pour être commercialisé. Ce commerce attire de nouveaux colons venus du Rio Grande do Sul, qui fondent Chapeco, en 1917.

### Développement rapide à partir des années 1940
Autour de 1940, de nouveaux flux de colons, d'origine allemande, italienne et polonaise, rejoignent la localité, lui donnant ses caractéristiques culturelles actuelles, à forte connotation européenne. L'industrie agro-alimentaire commence alors à se développer, marquant durablement la vocation de la municipalité dans ce secteur.

## Sport
La ville compte de nombreux clubs de sport qui se sont déjà illustrés au niveau national, notamment en volley-ball et au handball. Aujourd'hui l'équipe de football en salle dispute le championnat national. L'équipe de football locale, connue sous le nom de Chapecoense a gagné le championnat de l'État de Santa Catarina en 2007, et retrouve la 1re division en 2014. Le 28 novembre 2016, le club connaît à 50 km de Medellin en Colombie, un terrible accident d'avion qui décime toute l'équipe, sauf 3 joueurs.

## Personnalités liées à la commune
- Gabriel Chapecó (2000-), footballeur né à Chapecó.

## Divisions administratives
La municipalité compte 5 districts: 
- Distrito Sede, siège de la municipalité
- Alto da Serra
- Marechal Bormann
- Goio-En
- Figueira

## Villes voisines
Chapecó est voisine des municipalités (municípios) suivantes :
- Arvoredo
- Cordilheira Alta
- Coronel Freitas
- Erval Grande dans l'État du Rio Grande do Sul
- Faxinalzinho dans l'État du Rio Grande do Sul
- Guatambú
- Nonoai dans l'État du Rio Grande do Sul
- Nova Itaberaba
- Paial
- Rio dos Índios dans l'État du Rio Grande do Sul
- Planalto Alegre
- Seara